# Nightmare and the Cat
Nightmare and the Cat je pětičlenná britsko-americká indie rocková kapela založená v roce 2010. Jejími členy jsou Django Stewart (zpěv), Samuel Stewart (kytara), Claire Acey (zpěv), Scott Henson (baskytara) a Spike Phillips (bicí).

## Diskografie
EPs
- Nightmare and the Cat EP - vlastní náklad (12. července 2011)
- Simple EP - Capitol Records (17. září 2013)

LPs
- Simple - Capitol Records (22. července 2014)